# Tom Digbeu
Tom Digbeu (Barcellona, 24 settembre 2001) è un cestista francese con cittadinanza spagnola.

## Biografia
È il figlio dell'ex cestista Alain Digbeu.